# Striscia di Gaza
La Striscia di Gaza (in arabo قطاع غزة‎?, Qiṭāʿ Ghazza; in ebraico: רצועת עזה, Retzu'at 'Azza) è un'exclave de iure del territorio palestinese confinante con Israele ed Egitto nei pressi della città di Gaza. Si tratta di una regione costiera di 360 km² di superficie popolata da più di due milioni di abitanti (ottobre 2023), dei quali 1240082 rifugiati palestinesi.
Rivendicata dai palestinesi nel 1994, assieme alla Cisgiordania e a Gerusalemme Est, come parte dello Stato di Palestina nella regione storico-geografica della Palestina, è passata gradualmente sotto il controllo politico-amministrativo dell'Autorità Nazionale Palestinese, completato con il ritiro dei militari e dei coloni israeliani degli insediamenti nel 2005.
Dal 2007 è però di fatto governata direttamente da Hamas in seguito alle elezioni legislative del 2006 e alla battaglia di Gaza del 2007 tra Fatah e Hamas. Le Nazioni Unite, le organizzazioni internazionali per i diritti umani e la maggioranza dei governi considerano il territorio ancora occupato da Israele, che mantiene sulla striscia un blocco insieme all'Egitto. La Corte Internazionale di Giustizia dell'ONU ha stabilito che il territorio di Gaza è occupato illegalmente dal 1967, in quanto Israele controlla, inter alia, lo spazio aereo e marittimo della Striscia, sei dei sette attraversamenti della frontiera terrestre, lo spazio elettromagnetico e il movimento di merci e persone dentro e fuori dalla Striscia.
La Striscia di Gaza rimane quindi al centro del conflitto israelo-palestinese, e di ripetute guerre tra Israele e Gaza scoppiate negli ultimi anni (2008, 2014, 2023).
In senso dispregiativo, specie da parte dei sostenitori di Israele, la Striscia di Gaza dal 2006 in poi è talvolta chiamata Hamastan ("terra di Hamas").
Dal 2012 l'ONU riconosce la Striscia come parte dello Stato di Palestina, entità statale semi-autonoma, guidata formalmente dall'Autorità Palestinese, ma nella Striscia di fatto da Hamas.

## Storia

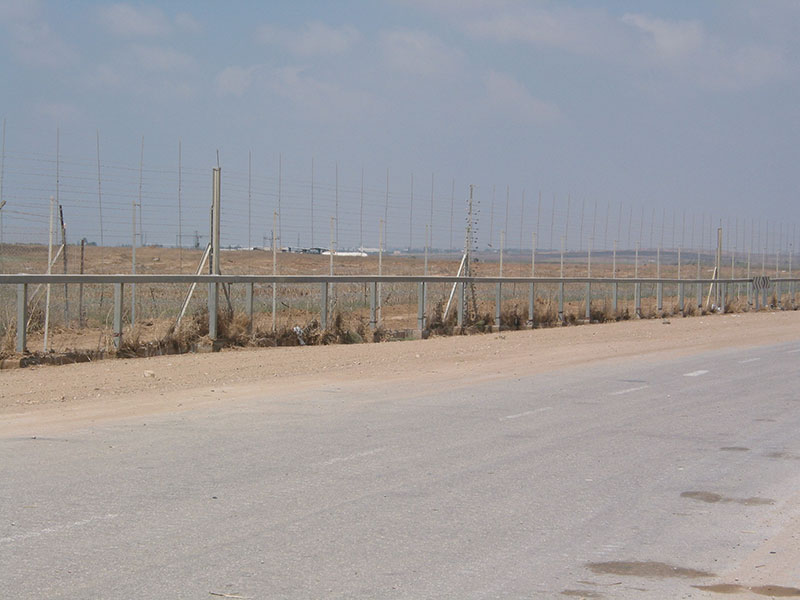
La barriera di confine tra la Striscia di Gaza e Israele, nei pressi del valico di Karni, chiuso nel 2011

Quest'area non è riconosciuta internazionalmente come uno Stato sovrano, ma è reclamata dall'Autorità Nazionale Palestinese come parte dei territori palestinesi. Nel gennaio 2006, con una vittoria a sorpresa alle elezioni legislative in Palestina del 2006, Hamas ha ottenuto la maggioranza alla camera. A seguito della battaglia di Gaza del 2007, Hamas ha assunto il governo de facto della Striscia di Gaza.
L'Egitto ha governato la striscia di Gaza tra il 1948 e il 1967, e oggi controlla la propria frontiera meridionale tra il deserto del Sinai e la striscia di Gaza, dalla quale è diviso dalla Philadelphi Route. Israele ha governato la Striscia di Gaza dal 1967 al 2005, quando si è formalmente ritirato. Ai sensi degli accordi di Oslo firmati tra Israele e l'Organizzazione per la Liberazione della Palestina, Israele mantiene però il controllo militare dello spazio aereo della striscia di Gaza, della frontiera terrestre (attraverso la barriera tra Israele e la Striscia di Gaza) e delle acque territoriali, oltre al controllo della sua frontiera, mentre l'altra è controllata dall'Egitto.

### Origini
La storia di quest'area è strettamente correlata con quella della città di Gaza. Abitata almeno dal 1500 a.C., infatti Gaza è stata dominata da diversi popoli e imperi nel corso della sua storia. I Filistei ne fecero parte della loro Pentapoli, dopo che gli Egizi la avevano governata per quasi 350 anni.
Quindi fu parte dell'Impero seleucide fino alla conquista di Pompeo. Sotto i Romani, fino a dopo la cristianizzazione, Gaza conobbe una relativa pace e il suo porto fiorì e grande prestigio ebbe la locale scuola di retorica. Quindi fu parte dell'Impero bizantino fino al 635 quando divenne la prima città in Palestina a essere conquistata dall'esercito musulmano dei Rashidun e rapidamente si trasformò in un centro di diritto islamico. Tuttavia, quando i crociati invasero il paese a partire dal 1099, Gaza era in rovina. Nei secoli successivi, Gaza subì diverse traversie, in particolare le incursioni mongole.

### Dominazione ottomana (1517-1918)
Con la battaglia di Khan Yunis i mamelucchi, con base in Egitto, furono sconfitti dagli ottomani che nel 1517 conquistano Gaza e il suo territorio, che diviene parte del Sangiaccato di Gaza, e governato da governatori turchi o provenienti dall'Egitto. La terranno per quattro secoli, fino alla sconfitta turca nella prima guerra mondiale.

### Mandato britannico (1918-1948)
Dal 1918 Gaza è diventata parte del mandato britannico della Palestina sotto l'autorità della Società delle Nazioni.
Dopo la seconda guerra mondiale, secondo i termini del piano di partizione delle Nazioni Unite del 1947, la zona di Gaza era destinata a diventare parte di un nuovo Stato arabo. 
Il dominio britannico sulla Palestina si è concluso con la Dichiarazione d'indipendenza israeliana nel 1948.

### Occupazione egiziana (1948-1967)
Dopo lo scioglimento del mandato britannico della Palestina, la successiva guerra arabo-israeliana del 1947-1948 e la Dichiarazione d'indipendenza di Israele (maggio 1948), la striscia di Gaza si ritrovò isolata dal restante territorio palestinese, incuneata tra Israele, l'Egitto e con alle spalle il mare. L'Egitto ne assunse quindi l'amministrazione, analogamente a quanto avvenne al resto dell'ipotizzato Stato arabo di Palestina, vale a dire la Cisgiordania, entrata nell'orbita del Regno di Giordania.
La striscia di Gaza è stata quindi la risultanza di accordi successivi all'armistizio del 1949 tra Egitto e Israele. L'Egitto ha controllato la striscia dal 1949 (a eccezione di quattro mesi di occupazione israeliana nel corso della crisi di Suez del 1956) fino al 1967, senza annetterla formalmente e governandola tramite un'amministrazione militare. Ai rifugiati palestinesi non venne peraltro mai offerta la cittadinanza egiziana.

### Occupazione israeliana (1967-1994)
Israele occupò la Striscia di Gaza nel giugno 1967 durante la guerra dei sei giorni. L'occupazione militare è durata per 27 anni, fino al 1994.
Durante il periodo di occupazione Israele creò un insediamento, Gush Katif, nell'angolo sud-ovest della striscia, vicino a Rafah e il confine egiziano. In totale, Israele ha creato 21 insediamenti nella striscia di Gaza, su circa il 20% del totale del territorio. Durante tale periodo l'amministrazione militare fu anche responsabile per la manutenzione di impianti civili e dei servizi.

### Controllo dell'ANP (1994-2007)
Nel maggio 1994, a seguito degli accordi israelo-palestinesi, noti come accordi di Oslo, ha avuto luogo un graduale trasferimento dell'autorità governativa ai palestinesi. Gran parte della striscia (tranne che per la liquidazione dei blocchi militari e le zone insediate) passò sotto il controllo palestinese. Le forze israeliane evacuarono Madīnat Ghazza (la città di Gaza) e le altre aree urbane, lasciando l'amministrazione alla nuova Autorità Nazionale Palestinese (ANP).
Tuttavia, secondo gli accordi, Israele mantenne il controllo dello spazio aereo, delle acque territoriali, l'accesso off-shore marittimo, l'anagrafe della popolazione, l'ingresso degli stranieri, le importazioni e le esportazioni, nonché il sistema fiscale. L'Autorità Nazionale Palestinese (ANP), guidata da Yasser Arafat, scelse la città di Gaza come suo primo quartier generale
Nel settembre 1995, Israele e l'OLP firmarono un secondo accordo di pace estendendo l'amministrazione dell'Autorità Palestinese alla maggior parte delle città della Cisgiordania.
Nel gennaio 1996 ci furono le prime elezioni, presidenziali e legislative, che videro la conferma di Arafāt ed il successo di Fatah.
La pubblica amministrazione della striscia di Gaza e Cisgiordania sotto la leadership di Arafat ha visto episodi di cattiva gestione.

#### Il ritiro israeliano
Il 14 agosto 2005, il governo israeliano dispose l'evacuazione della popolazione negli insediamenti israeliani dalla striscia e lo smantellamento delle colonie che vi erano state costruite (Piano di disimpegno unilaterale israeliano).
Il 15 agosto ebbe inizio l'operazione "Mano tesa ai fratelli", che tendeva a conseguire lo sgombero pacifico dei coloni israeliani insediatisi nella striscia di Gaza e in alcuni insediamenti della Cisgiordania. I soldati israeliani passarono casa per casa, tentando di convincere a partire i coloni ancora rimasti.
Il governo israeliano ordinò a ogni colono di nazionalità israeliana di abbandonare gli insediamenti entro la mezzanotte, considerando in condizione di illegalità chiunque fosse rimasto oltre il limite prefissato. Dopo la mezzanotte, il governo concesse due giorni di tolleranza, durante i quali le colonie furono progressivamente circondate da 40000 militari e poliziotti israeliani.
Tutti i coloni che partirono entro la mezzanotte del 16 agosto, ebbero la possibilità di utilizzare mezzi propri e si videro riconosciuto il diritto all'indennizzo stanziato dal governo Sharon.
Trascorsi i due giorni di tolleranza, dalla mezzanotte del 17 agosto ebbe inizio l'evacuazione forzata: i militari furono autorizzati a imballare e a caricare in container beni e mobili rimasti nelle case. I coloni ancora presenti furono prelevati e spostati con la forza dagli insediamenti.
Nella colonia di Nevé Dekalim, l'insediamento più importante della regione, in cui vivevano più di 2600 persone, si ebbero gli scontri più violenti. In serata era circondato dalla polizia e dai militari. Secondo fonti non verificate, un portavoce dell'esercito, parlando agli elementi israeliani più oltranzisti che rifiutavano di abbandonare il territorio palestinese occupato dal 1967, avrebbe affermato che «il nostro problema non sono gli abitanti originari ma i militanti contrari all'evacuazione che si sono infiltrati illegalmente a Gaza».
Lo sgombero della striscia terminò il 22 agosto, con il trasferimento delle ultime famiglie della colonia di Netzarim. I soldati impegnati nell'operazione furono poi dispiegati in Cisgiordania, dove furono evacuati i coloni di Hamesh e Sa-Nur.
L'11 settembre, con una cerimonia molto sobria svoltasi presso i resti della colonia di Nevé Dekalim, i comandanti militari di Israele ammainarono la loro bandiera a Gaza. Verso sera, lunghe colonne di mezzi con gli ultimi militari israeliani abbandonarono la striscia.
Il 12 settembre 2005 tutto il territorio della striscia di Gaza passò in mano palestinese, e gli abitanti ebbero accesso alle aree che in precedenza erano state loro interdette. Gli israeliani, nell'abbandonare e "bonificare" la Striscia dalla loro presenza, distrussero le proprie case e altre strutture, lasciando però intatte le sinagoghe: queste verranno distrutte immediatamente dopo dai palestinesi, mentre altre strutture pubbliche rimarranno abbandonate, come l'Aeroporto Int'I di Gaza.

#### Il conflitto Fatah-Hamas (2006-2007)
Il partito di al-Fatḥ che aveva vinto le elezioni presidenziali del 2005, governò in questo modo ufficialmente anche sull'intera Striscia di Gaza.
Dopo quasi due anni di controllo da parte di al-Fath, nel 2006 vennero indette nuove elezioni legislative dell'ANP, che si tennero sia nella Striscia di Gaza che negli altri territori palestinesi della Cisgiordania, che costituisce la parte più estesa e più popolata dei territori palestinesi: secondo l'ONU e gli osservatori internazionali le elezioni furono regolari e furono vinte da Hamas, che con gli altri gruppi politici ad esso legati ottenne circa il 44% dei voti validi, mentre il principale partito rivale, Al-Fatah, che fino a quel momento aveva guidato i palestinesi, ottenne circa il 41%. La distribuzione del voto però era molto differente nei vari territori: le principali basi elettorali di Hamas erano nella striscia di Gaza, mentre quelle del Fatah erano concentrate in Cisgiordania; questo lasciò subito presagire che, se i due partiti non avessero trovato un compromesso, sarebbe potuta scoppiare una lotta per il controllo dei due territori nei quali ciascuno dei due partiti era più forte e radicato.
Venne formato dal presidente Abu Mazen un governo a guida Hamas al quale Fatah rifiutò di partecipare, ma poiché l'Unione europea, e allo stesso modo gli Stati Uniti, consideravano Hamas un'organizzazione terroristica, interruppero l'invio dei loro aiuti ai territori palestinesi.
Durante il giugno del 2007 la tensione tra Hamas e al-Fath, il partito dell'allora presidente dell'Autorità Nazionale Palestinese (ANP), che non voleva accettare la "coabitazione" col governo espresso da Hamas, crebbe, fino a quando scoppiarono a Gaza scontri armati tra le due fazioni che in pochi giorni fecero oltre un centinaio di morti. Il 14 giugno 2007 Hamas, dopo una campagna militare efficace e violenta, conquistò la sede dell'ANP arrivando al controllo di fatto dell'intera striscia di Gaza, uccidendo o espellendo ogni appartenente ad al-Fatḥ, con il territorio sotto il controllo militare delle Brigate Ezzedin al-Qassam.

### Controllo di Hamas (2007-oggi)

Bandiera di Hamas

Con la fine del controllo dell'ANP, iniziò contestualmente una nuova fase del conflitto tra Hamas ed Israele che vide, da parte israeliana, un embargo verso la striscia, missioni di guerra e cosiddetti assassinii mirati contro esponenti di Hamas giudicati particolarmente pericolosi per la sua sicurezza, che causarono però diverse centinaia di morti tra la popolazione della striscia, e da parte Hamas, il lancio di razzi Qassam e tiri di mortaio dalla Striscia di Gaza, contro installazioni e città israeliane.

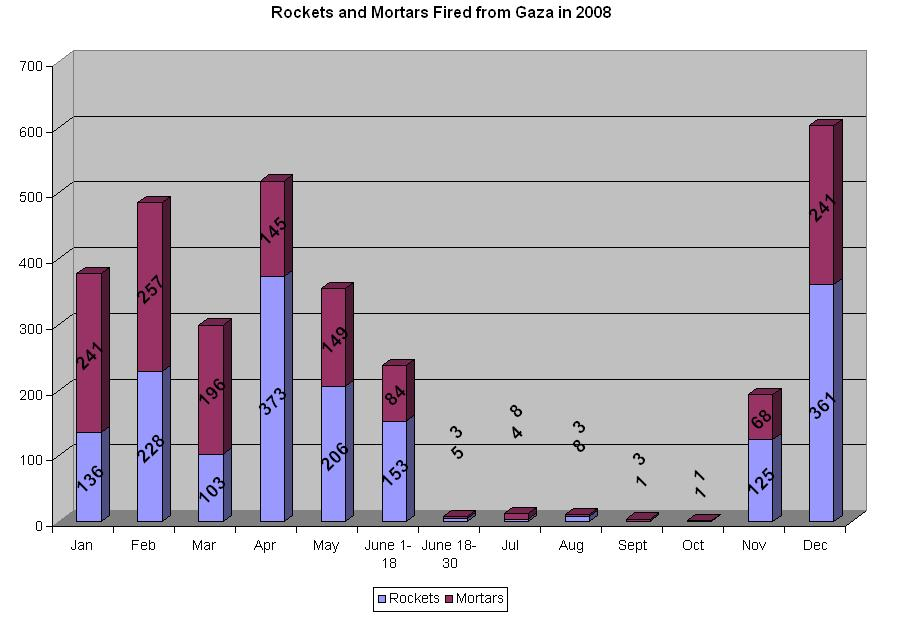
Colpi di mortaio e razzi Qassām caduti su Israele nel 2008

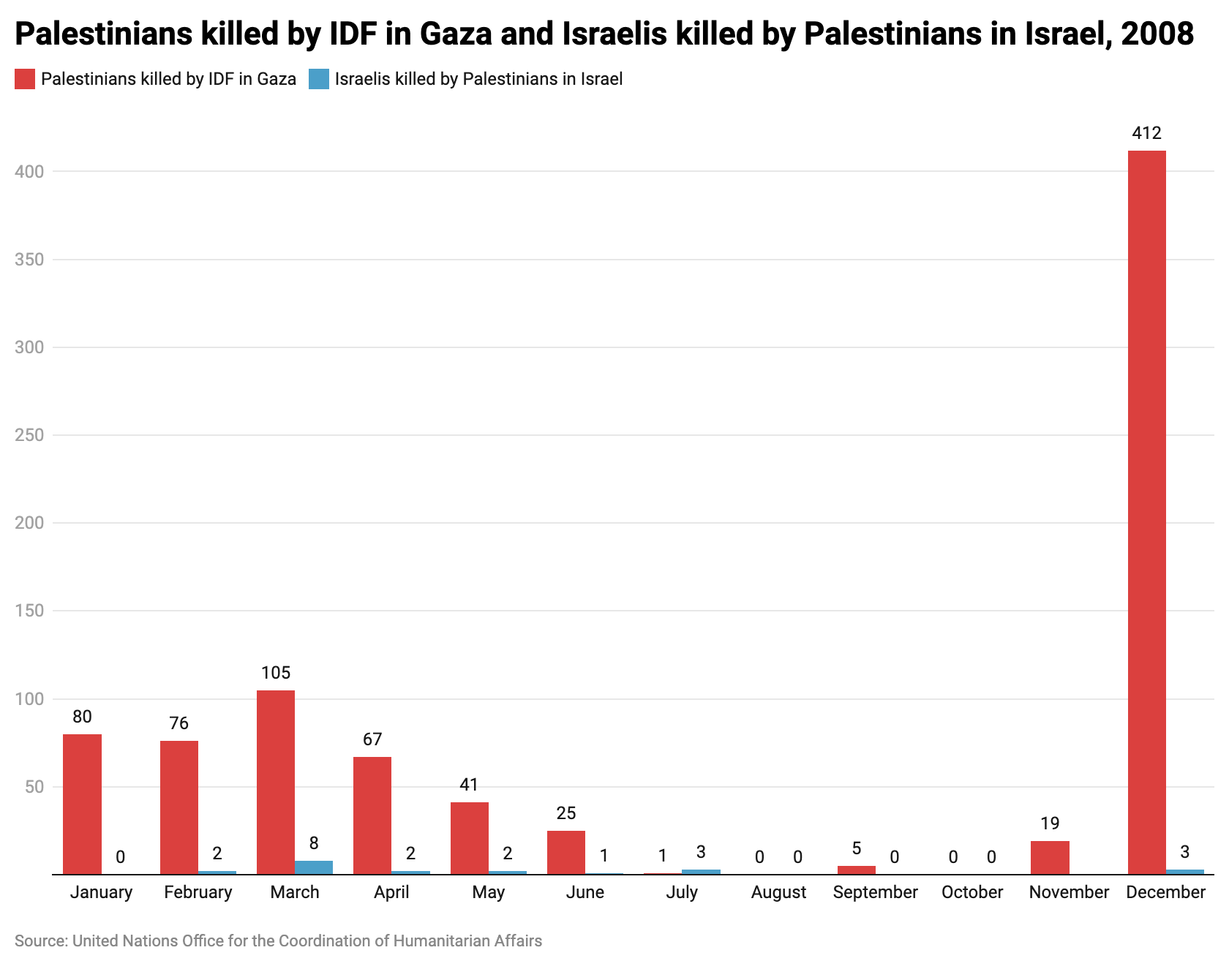
Andamento delle vittime israeliane (in tutto Israele) e palestinesi (limitate a Gaza) durante il 2008

Il 1º marzo 2008, l'esercito dello Stato di Israele con l'operazione Inverno caldo invase direttamente l'area con forze blindate ed aeree.
Nell'ambito di una tregua di sei mesi, mediata nel giugno 2008 dall'Egitto, Hamas accettò di porre fine al lancio dei razzi in cambio di un alleggerimento del blocco da parte di Israele. Il cessate il fuoco venne contestato da Hamas in quanto riteneva che Israele non avesse rispettato la parte centrale dell'accordo, che prevedeva l'alleggerimento del blocco: invece dei 450 camion di aiuti giornalieri previsti, ne venne permesso l'attraversamento dei confini di Gaza al massimo a una settantina, aggravando le condizioni di vita di una popolazione che sopravviveva in gran parte grazie ad aiuti umanitari.
Il 4 novembre ci fu un attacco di Israele dentro il territorio di Gaza che uccise 6 guerriglieri di Hamas, azione che i palestinesi interpretarono come un'aperta violazione della tregua. A metà dicembre, Hamas, per voce del primo ministro del suo governo a Gaza, ha dichiarato "Non ci sarà nessun rinnovo della tregua senza un alleggerimento dell'assedio". A fronte di una crisi umanitaria interna sempre più grave, e nella speranza di poter trattare con Israele da posizioni di forza, Hamas riprese le ostilità il 19 dicembre con lanci di razzi dalla striscia, riportando all'attenzione internazionale la situazione della regione.
Dichiarando di voler ripristinare la sicurezza di zone dello Stato di Israele, minacciate dai lanci di razzi di Hamas, il 27 dicembre 2008 i vertici politici israeliani  lanciarono l'operazione Piombo fuso contro la striscia, con bombardamenti aerei mirati a colpire le postazioni di lancio dei razzi artigianali Qassam. Secondo fonti israeliane e filo-israeliane i militanti di Hamas, posizionavano tali rampe in prossimità di scuole, abitazioni civili (nonostante l'opposizione dei proprietari delle abitazioni stesse), ospedali, sedi televisive.
Nonostante la dichiarata intenzione di colpire postazioni di lancio, sedi governative ed altri obiettivi militari, il numero di vittime fra i civili palestinesi fu elevato, causa l'assenza di adeguati rifugi per la popolazione della striscia e per l'elevata densità di popolazione della stessa. Secondo le stime del ministero della salute palestinese, riprese dall'ONU, gli attacchi avrebbero causato la morte di 1380 palestinesi (la maggior parte dei quali civili, di cui circa 400 minori di 14 anni) ed il ferimento di 5380. L'IDF ha dichiarato che sarebbero morte negli attacchi circa 1100/1200 persone, ritenendo però che i due terzi di queste fossero miliziani di Hamas. La notte del 3 gennaio 2009 iniziò l'invasione di terra da parte dell'esercito israeliano; la notte del 12 gennaio, invece, per la prima volta nella storia della striscia dal 1994, le truppe israeliane penetrarono nella città di Gaza, invadendo la periferia. L'avanzata avvenne poche ore dopo che il primo ministro Ehud Olmert aveva messo in guardia i militanti di Hamas contro il "pugno di ferro" che si sarebbe abbattuto su di loro se avessero rifiutato di porre fine alle ostilità. L'inasprirsi del conflitto ha, di fatto, congelato il difficilissimo processo di pace nella regione. Subito dopo l'inizio dell'operazione "Piombo fuso", la diplomazia internazionale si è messa in moto per cercare di rilanciare il dialogo tra le due parti.
L'Unione europea, il 15 gennaio 2009, ha approvato una risoluzione in cui viene chiesto il ritiro delle truppe israeliane e l'apertura dei valichi di frontiera per permettere il passaggio degli aiuti umanitari.

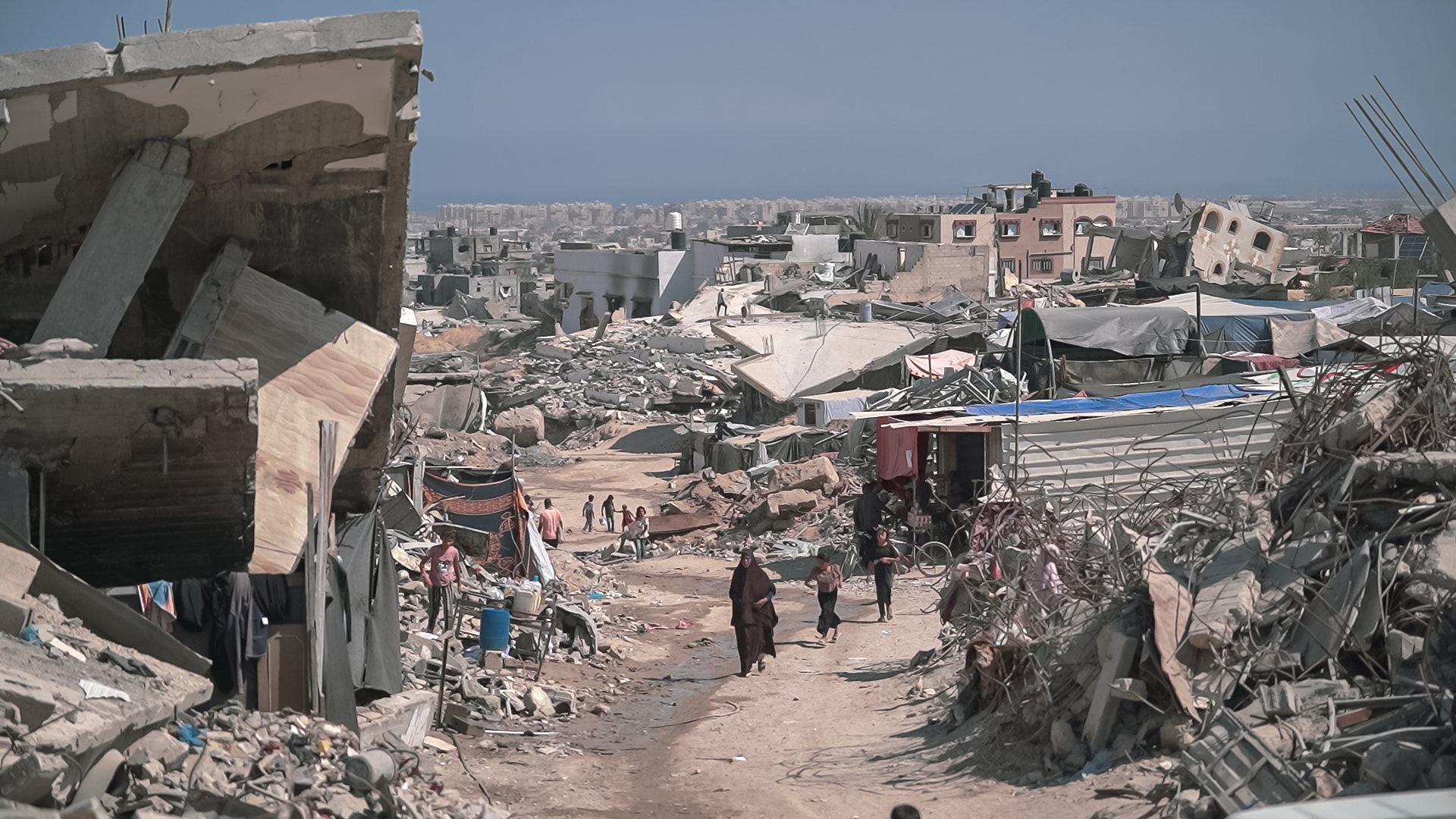
Rovine nella striscia di Gaza in seguito ai bombardamenti israeliani.

Dopo il ritiro israeliano il territorio tornò sotto il controllo diretto di Hamas e del braccio militare, le Brigate Ezzedin al-Qassam.
Nell'aprile 2014 Fatah ed Hamas siglarono a Gaza degli accordi per il ritorno al voto su tutti i territori dell'ANP, prevedendo le elezioni per l'ottobre successivo. In luglio gli israeliani lanciarono l'operazione Margine di protezione per distruggere i tunnel clandestini verso il loro paese e solo il 28 agosto fu dichiarato il cessate il fuoco da entrambe le parti. Le consultazioni elettorali in Gaza furono poi rinviate a tempo indeterminato.
Da Gaza è partito l'attacco di Hamas a Israele, iniziato il 7 ottobre 2023, che si è sviluppato anche all'interno dei confini israeliani, con uccisione di civili israeliani e cattura di ostaggi portati nella striscia. In seguito a ciò, è iniziata la guerra Israele-Hamas. Secondo il Ministero della sanità di Gaza, al 29 ottobre 2024 erano stati uccisi, dall'inizio del conflitto, almeno 43 000 palestinesi, tra cui oltre 16 000 bambini. Più dell'85% dei palestinesi di Gaza, ovvero circa 1,9 milioni di persone, sono stati sfollati all'interno della Striscia. Al gennaio 2024, l'offensiva israeliana ha danneggiato o distrutto il 70-80% di tutti gli edifici nel nord di Gaza.

## Controversia sullo status giuridico
Ai sensi del diritto internazionale, vi sono alcune leggi che disciplinano l'occupazione militare, comprese le convenzioni dell'Aja del 1899 e 1907 e la quarta convenzione di Ginevra. Israele afferma che Gaza non è più territorio occupato, nella misura in cui Israele non esercita un controllo effettivo o ha l'autorità su qualche proprietà o istituzione nella striscia di Gaza. Il ministro degli esteri di Israele Tzipi Livni ha dichiarato nel mese di gennaio 2008: "Israele se n'è andato da Gaza. Ha smantellato i suoi insediamenti. Non sono stati lasciati soldati israeliani là, dopo il disimpegno".
Tuttavia, questa visione è contestata da coloro che evidenziano come Israele mantenga il controllo di parte delle frontiere terrestri, ad eccezione di quelle con l'Egitto, di quelle marine e dello spazio aereo. Subito dopo il ritiro nel 2005 di Israele, il presidente dell'Autorità Nazionale Palestinese Mahmūd Abbās ha dichiarato, "lo status giuridico delle aree previsto per l'evacuazione non è cambiato". Poco dopo, l'avvocato palestinese-americano Gregory Khalil, ha dichiarato: "Israele ancora controlla ogni persona, ogni bene, letteralmente ogni goccia d'acqua che entra o esce dalla striscia di Gaza. È pur vero che le sue truppe non ci sono più... ma non vi è ancora la possibilità da parte dell'Autorità palestinese di esercitare il controllo". Anche Human Rights Watch ha contestato che l'occupazione sia effettivamente finita. L'Ufficio delle Nazioni Unite per il Coordinamento degli Affari Umanitari mantiene un ufficio su "Territorio palestinese occupato", che comprende la stessa striscia di Gaza.

### Riconoscimento internazionale
Dal 2012 l'ONU riconosce formalmente lo Stato di Palestina, come entità statale semiautonoma, guidata dall'ANP, e comprendente anche la striscia di Gaza.
La Sezione preliminare I della Corte penale internazionale de L'Aja ha deciso, a maggioranza, che la giurisdizione territoriale della Corte sulla situazione in Palestina, uno Stato parte dello statuto di Roma della Cpi, si estende ai territori occupati da Israele dal 1967, vale a dire Gaza e Cisgiordania, compresa Gerusalemme est. Lo si legge sul sito ufficiale della Corte dell'Aja. La decisione apre alla possibilità che la procuratrice Fatou Bensouda avvii indagini per crimini di guerra sulle azioni militari israeliane.
La Corte ha quindi approvato la richiesta del procuratore Fatou Bensouda di aprire un procedimento, sia contro Israele sia contro Hamas, per crimini di guerra in Cisgiordania, Gerusalemme Est e striscia di Gaza, scrive il quotidiano israeliano Haaretz. I palestinesi hanno chiesto al tribunale di indagare sulle azioni israeliane nella guerra del 2014 nella striscia di Gaza, così come sulle attività di costruzione di insediamenti in Cisgiordania e Gerusalemme Est. La comunità internazionale considera gli insediamenti ampiamente illegali secondo la legge internazionale, ma non ha pressoché fatto pressione su Israele perché li congeli o li ridimensioni.

## Ordinamento

### Suddivisione amministrativa
La regione è suddivisa in 5 Governatorati.
| Mappe | Governatorati della Regione della Striscia di Gaza | Capoluoghi    | Popolazioni (ab. al 2012) | Superfici (km²) | ISO 3166-2 |
| ----- | -------------------------------------------------- | ------------- | ------------------------- | --------------- | ---------- |
|       | Governatorato di Dayr al-Balah                     | Dayr al-Balah | 205.534                   | 56              | PS-DEB     |
|       | Governatorato di Gaza                              | Gaza          | 496.410                   | 70              | PS-GZA     |
|       | Governatorato di Gaza Nord                         | Beit Lahia    | 270.245                   | 61              | PS-NGZ     |
|       | Governatorato di Khan Yunis                        | Khan Yunis    | 270.979                   | 108             | PS-KYS     |
|       | Governatorato di Rafah                             | Rafah         | 173.371                   | 65              | PS-RFH     |
|       | Totale                                             |               | 1.416.539                 | 360             |            |

Vi sono 8 campi profughi ufficiali con 478.854 rifugiati; quattro di questi sono nel Governatorato di Dayr al-Balah e uno ciascuno negli altri.

### Città principali
- Bani Suheila
- Beit Hanun
- Beit Lahia
- Dayr al-Balah
- Gaza
- Jabalya
- Khan Yunis
- Rafah

## Economia
La produzione economica nella Striscia di Gaza è diminuita di circa un terzo tra il 1992, quando era occupata da Israele, e il 1996. Questa flessione è stata erroneamente e volutamente attribuita alla corruzione e la cattiva gestione da parte dell'ANP di Yasser Arafat dal 1994, poiché è dovuta alle politiche di chiusura di Israele. Un grave effetto negativo sociale di questo rallentamento è stato l'emergere di un alto tasso di disoccupazione. Il numero di residenti di Gaza che vive sotto la soglia di povertà ($ 2 pro capite al giorno) costituisce l'85% della popolazione in seguito all'operazione Piombo fuso lanciata nel dicembre 2008 dal governo israeliano.
I coloni israeliani di Gush Katif avevano costruito serre e sperimentato nuove forme di agricoltura. Queste serre inoltre fornivano occupazione a molte centinaia di palestinesi di Gaza. Quando questi coloni sono stati ritirati dalla striscia di Gaza nell'estate del 2005, le serre sono state acquistate con i fondi raccolti dall'ex presidente della Banca Mondiale, James Wolfensohn, e date al popolo palestinese per iniziare la loro economia. Tuttavia, lo sforzo di miglioramento è stato limitato a causa dello scarso approvvigionamento di acqua, dell'incapacità di esportare prodotti a causa di restrizioni israeliane di confine, che nel 2007 è stata sostituita, dopo scontri armati, nel governo da Hamas. La maggior parte delle serre sono state saccheggiate o distrutte.
I principali partner commerciali della striscia di Gaza sono Israele, Egitto, e la Cisgiordania. Prima della Seconda Intifada palestinese scoppiata nel settembre 2000, circa 25000 lavoratori dalla striscia di Gaza ogni giorno si recavano in Israele per lavoro.
Israele, Stati Uniti, Canada, e l'Unione europea hanno congelato tutti i fondi al governo palestinese dopo la formazione di un governo controllato da Hamas, che ha vinto le elezioni legislative palestinesi del 2006, e ha sconfitto Fatah nella guerra civile del 2007. Infatti Hamas è considerata dalle maggiori democrazie occidentali un'organizzazione terroristica.
I palestinesi e gli organismi internazionali stanno cercando di valutare il danno economico subito dalla Striscia di Gaza dall'inizio dell'offensiva israeliana Piombo fuso (dicembre 2008). Rafiq al-Husayni, consulente del presidente palestinese Mahmud Abbas, ha stimato che il danno ammonta a $ 2 miliardi di euro. Circa 26000 palestinesi non possono più vivere nelle proprie case e sono appoggiati in 31 grandi rifugi delle Nazioni Unite. Funzionari egiziani sono preoccupati per l'effetto del conflitto a Gaza sull'industria del turismo. Un calo nella prenotazione di hotel egiziani è stato risentito durante la vacanze di Natale 2008 e Capodanno 2008-2009.

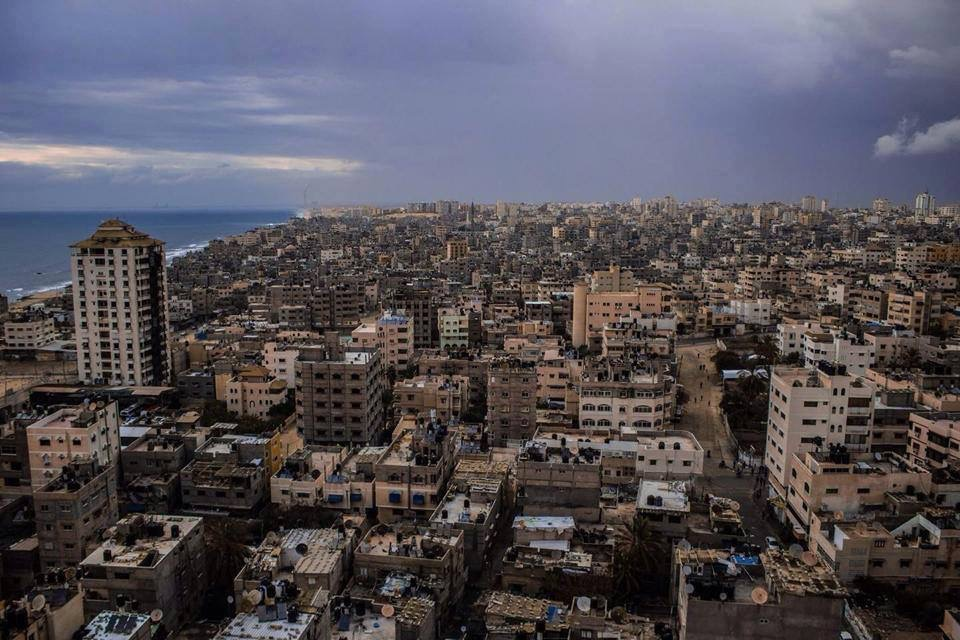
Khan Yunis, seconda città della regione, dopo Gaza

I residenti della Striscia di Gaza, a seguito della massiccia operazione di Israele lanciata nel dicembre 2008 sono stati costretti ad affrontare il peggioramento della situazione economica. Il rifornimento dei prodotti di base è diminuito in maniera significativa da quando le forze di difesa israeliane hanno bombardato decine di gallerie di contrabbando. I residenti nella striscia hanno riferito che un sacco di farina è stato venduto per più di 200 NIS (circa $ 53), rispetto a 100 NIS ($ 26,5) da quando Israele ha iniziato l'operazione. I prezzi del carburante hanno visto un aumento significativo da quando l'operazione militare è iniziata.
A seguito dell'offensiva israeliana a Gaza nel dicembre 2008, una nuova iniziativa mira ad utilizzare l'offerta pubblica nella striscia di Gaza al fine di aumentare i fondi necessari per la sua ricostruzione. Diverse organizzazioni arabe ed islamiche si sono impegnate per la ricostruzione della striscia di Gaza, trascurando la conferenza dei donatori svoltasi a Sharm el-Sheikh, in Egitto, nel mese di febbraio. È stato dichiarato dal promotore dell'iniziativa che l'investimento dei fondi raccolti dalla IPO (offerta pubblica) sarà effettuato solo dopo che il governo a Gaza - vale a dire quello di Hamas – verrà consultato.
Dalla fine dell'operazione Piombo fuso e la distruzione di molte gallerie di contrabbando a Rafah, molti dei piccoli investitori nella striscia sono caduti vittima di un investimento sbagliato, nel migliore dei casi, e di una grande truffa nel peggiore dei casi. L'industria dei tunnel ha prosperato da quando Hamas ha assunto controllo della striscia di Gaza nell'estate del 2007, come mezzo per raccogliere fondi da parte del pubblico in cambio di un buon profitto.
Il governo di Hamas a Gaza si è impegnato nel febbraio 2009 nella campagna di raccolta di fondi volti a raccogliere $ 25 milioni necessari per ripristinare decine di moschee rovinate dai raid israeliani. I danni alle moschee ammontano a circa $ 25 milioni di euro. 45 moschee sono state completamente distrutte durante la guerra, mentre 55 sono state parzialmente danneggiate.
Nel gennaio 2009, a termine dell'offensiva israeliana a Gaza, circa 50 stazioni televisive in tutto il mondo arabo hanno unito le forze per una speciale trasmissione dedicata alla striscia di Gaza, con l'obiettivo di raccogliere fondi. Il primo giorno della campagna sono stati raccolti circa mezzo miliardo di dollari da parte dei cittadini del mondo arabo, e dagli arabi e musulmani che vivono all'estero. Il denaro è stato depositato in conti bancari, aperti appositamente per questo scopo.
Vari elementi nel mondo arabo musulmano hanno utilizzato le reti sociali, i messaggi di testo e volantini per chiedere di boicottare i prodotti americani, come le società McDonald's e Starbucks per protestare contro l'offensiva israeliana a Gaza lanciata nel dicembre 2008. Una vasta campagna è stata lanciata sul social network Facebook per propagare il boicottaggio delle imprese americane che sostengono l'operazione militare israeliana nella striscia di Gaza. Gli organizzatori della campagna sostenevano che se i musulmani di tutto il mondo avessero boicottato i prodotti americani, l'economia statunitense avrebbe perso $ 8,6 miliardi al mese. La campagna di boicottaggio non sembra aver riscontrato un grande successo.
Gli abitanti di Rafah si sono preoccupati fin dall'inizio dell'operazione Piombo fuso per il rallentamento economico che potrebbe derivare dai danni causati ai tunnel usati per il contrabbando di armi con l'Egitto. Le gallerie sono state infatti una fonte di prosperità per la città di Gaza negli ultimi due anni, ed ora c'è grande preoccupazione che le future disposizioni in materia di sicurezza limitino il loro uso. È stato affermato che il reddito creato grazie al contrabbando attraverso i tunnel era di circa $ 30 milioni l'anno fino al 2006 ed ha raggiunto $ 650 milioni il primo anno in cui Hamas è salito al potere.
Diversi Stati sono intervenuti per finanziare la ricostruzione dopo la guerra del 2008-09, per un totale di 4 miliardi e mezzo di dollari, tra i quali un miliardo di dollari dall'Arabia Saudita e 900 milioni dagli Stati Uniti. 
Altro sostegno è arrivato nel 2014 con circa 5 miliardi, di cui dal solo Qatar è stato garantito un miliardo di dollari di aiuti.

### Blocco economico imposto dallo Stato di Israele
Aprile 2009: Una parte della merce acquistata dai mercanti di Gaza viene trattenuta in magazzini controllati da Israele. Il numero dei beni trattenuti dallo Stato ebraico ha recentemente raggiunto i 1757 contenitori per un valore di circa $ 100 milioni. Oltre Israele, anche l'Egitto è in parte responsabile ad aggravare la situazione economica dei palestinesi. Le autorità egiziane organizzano a Rafah vendite all'asta di beni sequestrati sul territorio egiziano nella parte palestinese della frontiera. Spesso i commercianti egiziani sono la fonte del contrabbando di merci, ed a rimetterci sono i mercanti palestinesi che pagano per merci che non riceveranno mai.
Il 1º giugno 2010, il presidente egiziano Hosni Mubarak, in risposta diretta agli eventi per quanto riguarda l'incidente della Freedom Flotilla di Gaza, ha aperto il valico di Rafah a tempo indeterminato. Come risultato, i camion di aiuti sono entrati a Gaza per tutta la mattinata seguente, inoltre sono stati fatti entrare generatori di energia trasportati dalla Mezzaluna Rossa egiziana, e centinaia di abitanti di Gaza che si trovavano in Egitto.

## Religione
Il 99,3% della popolazione è musulmano; lo 0,7% è invece cristiano.